# Уда (річка)
Уда (Уди) — річка на Середньоруській височині, що протікає в межах Росії та Харківської області України, права притока Сіверського Дінця.

## Фізична географія

### Загальний опис та розташування
Виток річки починається з джерел в одній із балок Середньоросійської височини поблизу села Безсонівка Білгородського району Бєлгородської області (Росія) на висоті 190 м над рівнем моря. Кордон з Росією річка перетинає на північний схід від села Окіп Золочівського району Харківської області. Від витоку і до впадіння в неї річки Лопань тече з півночі на південь, а нижче — у південно-східному напрямку. Впадає Уди в річку Сіверський Дінець у 825 км від її гирла. В межах Харківської області протікає по Золочівському, Дергачівському, Харківському, Зміївському, Чугуївському районах та через місто Харків.
Загальна довжина річки Уда становить 164 км (у межах Харківської області — 127 км). Площа водозбірного басейну — 3894 км² (у Харківській області 3460 км²). Загальний перепад висот (від витоку до гирла) — 105 м, середній похил річки — 0,64 м/км.
На річці розташовані смт Золочів та м. Харків.

### Режим річки
Долина річки Уди добре розроблена. Її ширина становить від 2—3 км у верхів'ях річки до 15—25 км у нижній її течиї, а глибина — 85—100 м. Долина річки переважно трапецієвідна та виразно асиметрична: високі (до 30-40 м) і крутті праві схили із великою кількістю балок і ярів та положисті, низькі й терасовані ліві схили. Виділяють від 3 до 8 терас. Формування наймолодшої — лугової тераси — триває й нині. Заплава розвинена, двостороння, завширшки від 0,3 до 3,5 км. Її поверхня рівна, вкрита трав'янистою, зрідка — чагарниковою рослинністю, а на окремих ділянках перетинається протоками, котловинами та озерами, які порослі очеретом. В її основі — торф'янисті ґрунти. Населення використовує заплави річки під косовиці та городи. У середній і нижній течії багато невеликих продовгуватих стариць та заболочених ділянок.
Русло річки слабко звивисте, завширшки від 6 до 8 м, на окремих ділянках — 20—35 м, завглибшки 0,1—0,8 м (на плесах до 1,0 м). В середній і нижній течії річище іноді розділяється на рукави, що утворюють протоки та острови, які заростають очеретом. Дно річища переважно тверде, піщане, інколи мулисте. Береги заввишки від 0,2 до 1,5 м, місцями круті і стрімчасті, складені супіщаними і суглинними ґрунтами.
Живлення річки Уди переважно снігове, частково дощове та ґрунтове. На весняний період припадає 60-70 % річного стоку річки. Весняне водопілля відбувається зазвичай на початку березня. У цей час русло річка через швидке наповнення водою виходить зі своїх берегів та розливається на луговій терасі (зокрема, таке спостерігається в районі Харківської ТЕЦ-5 — від Солоницівки до Пилипівки в межах Харкова та в районі харківських місцевостяей Диканівки і Жихоря). Під водопілля за 5-10 днів рівень води підвищується на 1,5—2 м, а в окремі роки — на 3 і більше метрів за рівень межню. Після досягнення піку весняної повені рівень води в річці швидко знижується. З кінця квітня — початку травня на річці настає літня межень. Під час короткочасних паводків через літні зливи рівень води може підвищуватись на 0,5—1,0 м. Найбільше обміління річки трапляється в серпні — вересні, під час яких на окремих діянках течиї річка пересихає. Восени під час дощів рівень в річці Уда підвищується, проте взимку він знову знижується. Замерзає річка зазвичай в грудні, рідко коли в листопаді (напр., поблизу смт Пересічна льодові явища починаються наприкінці листопада, а стійкій льодовий режим встановлюється у грудні). Товщина криги становить 0,3—0,4 м, а в суворі зими до 0,5—0,6 м. В кінці грудня — початку січня в окремих місцях промерзає до дна. За спостереженнями біля смт Пересічна тривалість льодоставу складає в середньому 88 днів, який скресає у березі.

## Притоки та басейн річки
Річка Уди має 17 приток, серед яких найбільшими є Лопань (довжина 96 км, площа водозбірного басейну 2000 км²) з притоками: Харків (довжина 78 км, площа водозбору 1120 км², Рогозянка (25 км, 164 км²), Роганка (31 км, 189 км²), Студенок (15 км, 80 км²) та інші.
Район басейну річки представляє південно-західні відроги Середньоруської височини в межах вододілу Дніпро — Дон. Поверхня території являє собою полого-хвилясту рівнину, розчленовану густою мережею балок і ярів.
Поверхня басейну р. Уди рівнинна. Абсолютні висоти коливаються від 250 м в верхній частині басейну до 150 м в пониззі. Переважають ерозійні форми рельєфу — долини, балки та яри. Глибина ерозії 100—120 м в верхній частині басейну та 100—150 в пониззі. Більша частина басейну р. Уди розорана. Лісистість становить 10 %, заболоченість — 1 %. Ліси і болота розташовані переважно в заплавах річок і балок.
Річки басейну р. Уди багатоводні. Вони беруть початок в Бєлгородській області Росії та течуть здебільшого в південному напрямку. Внаслідок того, що вони протікають через найгустозаселеніші райони області, — вони дуже зарегульовані і забруднені.
Систематичні гідрологічні спостереження в басейні р. Уди проводилися в різний період на гідрологічних постах Держгідромету України.
Гідрологічні пости в басейні р. Уди
| № п/п | Річка     | Пост                | Період спостережень | Модуль стоку, л/с*км² |
| ----- | --------- | ------------------- | ------------------- | --------------------- |
| 1     | Уди       | м. Золочів          | 1954—1964           | 2,96                  |
| 2     | Уди       | сел. Пересічне      | 1967—2013           | 3,25                  |
| 3     | Уди       | сел. Бабаї          | 1929—1935           | 2,61                  |
| 4     | Уди       | сел. Безлюдівка     | 1958—2013           | 5,16                  |
| 5     | Рогозянка | с. Вел. Рогозянка   | 1953—1965           | 3,09                  |
| 6     | Лопань    | с. Коз. Лопань      | 1956—2013           | 3,39                  |
| 7     | Харків    | с. Циркуни          | 1963—2013           | 3,01                  |
| 8     | Харків    | сел. Вел. Данилівка | 1946—1961           | 2,74                  |

Також проектно-вишукувальним інститутом «Харківдіпроводгосп» в період 1991—1995 рр. була виконана паспортизація малих річок; при складанні паспортів річок виконувався розрахунок гідрологічних параметрів, в тому числі модуля стоку.

### Гідрологічні параметри річок басейну р. Уди
| № п/п | Річка              | Модуль стоку, л/с*км² | Об'єм стоку 50 % | Об'єм стоку 75 % | Об'єм стоку 95 % | Забір води, млн м3 | Скид води, млн м3 |
| ----- | ------------------ | --------------------- | ---------------- | ---------------- | ---------------- | ------------------ | ----------------- |
| 1     | Уда                | 4,41                  | 483              | 382              | 279              | 72,1               | 244,4             |
| 2     | Рогозянка          | 3,00                  | 15,0             | 11,0             | 6.65             | -                  | -                 |
| 3     | Криворотівка       | 1.85                  | 6.38             | 3.74             | 1.63             | -                  | -                 |
| 4     | Люботинка (б. Уди) | 1,80                  | 1,97             | 1,26             | 0,60             | -                  | -                 |
| 5     | Лопань             | 1,93                  | 84,1             | 60,5             | 35,6             | 2,23               | 173,4             |
| 6     | Лозовенька         | 1,40                  | 2,71             | 0,24             | 0,16             | -                  | 0,002             |
| 7     | Харків             | 3,03                  | 102              | 74,4             | 44,5             | 0,28               | 0,172             |
| 8     | Липець             | 2,90                  | 21,8             | 15,5             | 8,99             | -                  | -                 |
| 9     | Муром              | 2,95                  | 19,8             | 14,1             | 8,18             | -                  | -                 |
| 10    | В'ялий             | 3,30                  | 6,24             | 4,46             | 2,58             | -                  | -                 |
| 11    | Немишля            | 3,30                  | 7,10             | 5,07             | 2,93             | -                  | 0,076             |
| 12    | Студенок           | 3,10                  | 4,64             | 2,94             | 1,38             | -                  | -                 |
| 13    | Роганка            | 2,05                  | 4,64             | 3,17             | 2,80             | -                  | 0,42              |

- Балка Дуванка — ліва притока у Золочівській селищній громаді Богодухівського району. Бере початок у селі Дуванка. Спочатку тече переважно на південний захід через село Зрубанку, далі тече на північний захід через північну частину міста Золочіва і впадає у річку Уду. [9][10]
  - Яр Зрубанка — ліва притока Дуванки.[11]

## Водосховища та греблі
Основний вплив на водний режим річок басейну р. Уди роблять Рогозянське водосховище (об'єм — 15,0 млн м³) та Ново-Баварське водосховища на річці Уди, а також водойми, утворені на її притоках (Трав'янське водосховище (22 млн м³), Муромське водосховище (14 млн м³), В'ялівське водосховище (10 млн м³) тощо).
В межах міста Харкова для регулювання стоку води на річці побудовано Новобаварську (побудовано 1971 року, реконструйована у 2010 році) та Жихорську (перебуває в аварійному стані, певний час були проекти щодо її знесення, оскільки потреба в її існуванні відпала; проводяться поточні ремонти) греблі. На притоках Уди створено ще 5 гребель — Павлівська, Лопанська, Гончарівська, Журавлівська та гребля Лозовеньківського водосховища.

## Екологія

### Водокористування

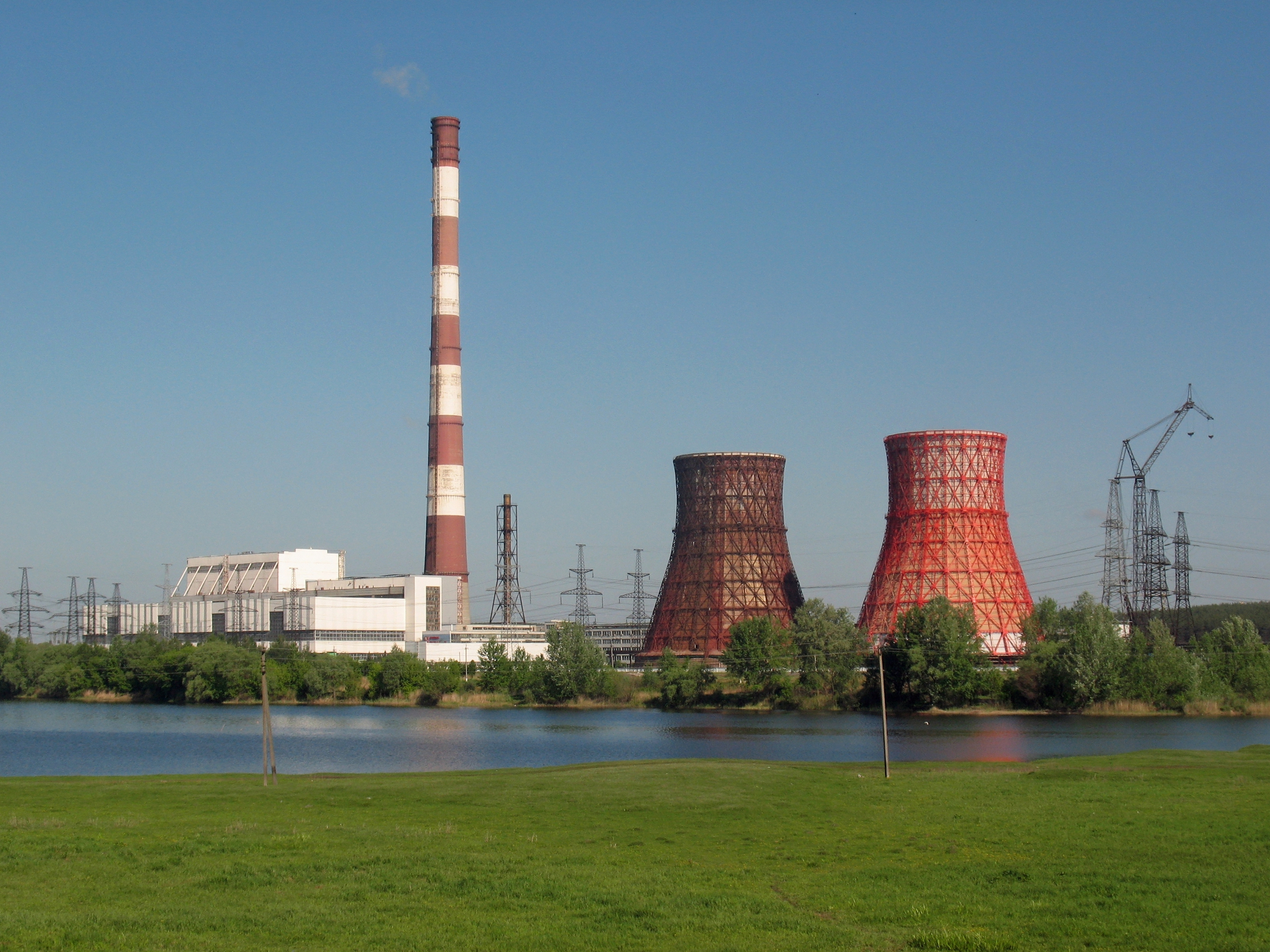
Річка Уди. На задньому плані Харківська ТЕЦ-5

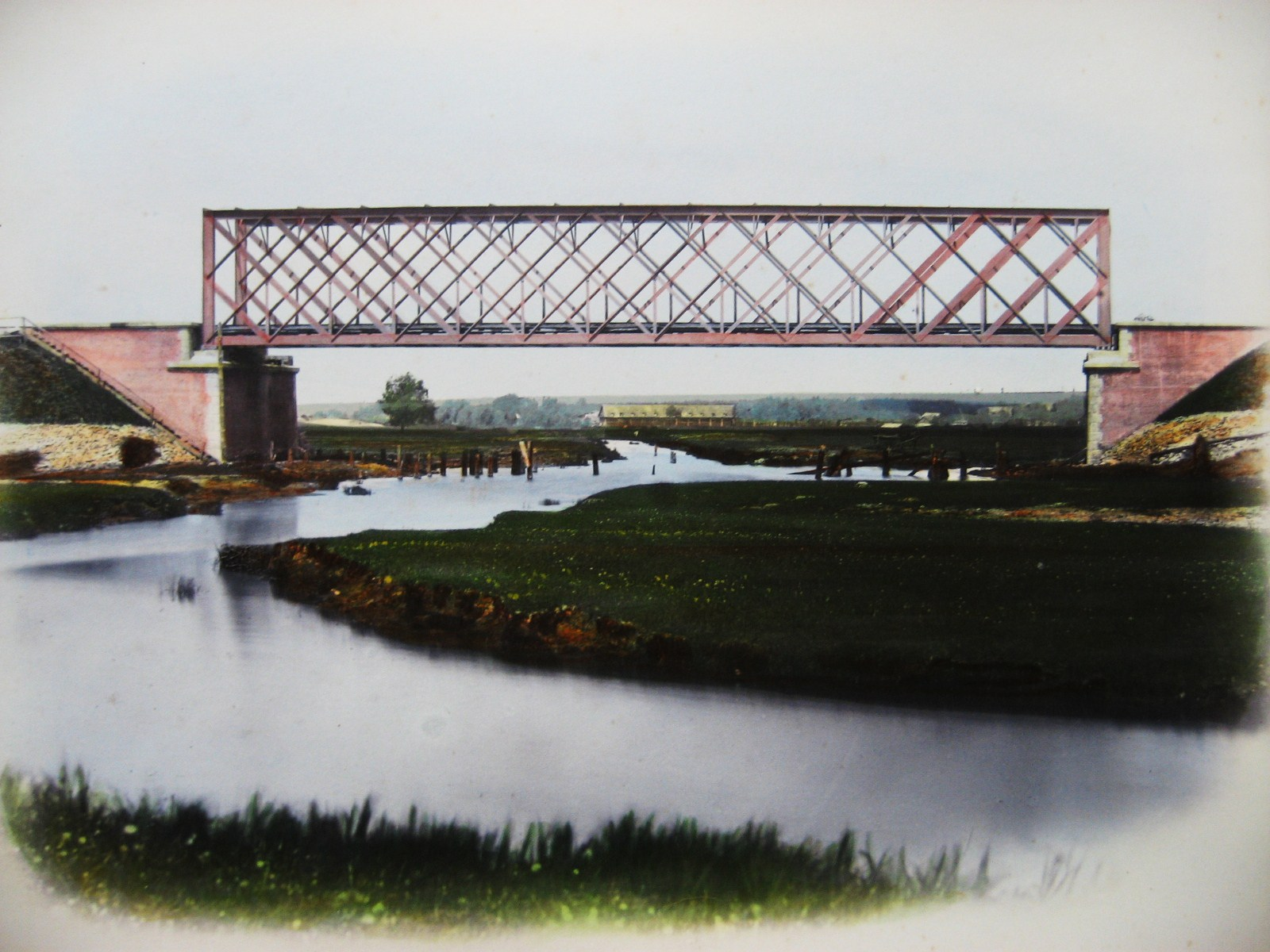
Залізничний міст через річку Уди. Курсько-Харківсько-Азовська залізниця, 80-ті рр. ХІХ століття

Басейн річки Уди займає територію центрального економічного регіону Харківської області, регіону з широко розвиненою обробною та легкою промисловістю, промисловістю будівельних матеріалів та машинно-будівельного комплексу. На території басейну розташовано три міста: Харків, Дергачі, Люботин, 23 селища міського типу та 242 сільських населених пункти. Річка протікає територіями п'яти адміністративних районів Харківської області та м. Харкова з загальним населенням більше 2,0 млн людей. Сільськогосподарська спеціалізація території басейну: зернове господарство, овочівництво, м'ясо-молочне тваринництво, птахівництво, виробництво плодово-ягідної продукції.
Аналіз водокористування в басейні р. Уди за даними статистичної звітності 2-ТП (водгосп) показав, що за 2004 рік забір води склав 96,01 млн м³, що на 5,23 млн м³ більше, ніж в 2003 році. З цього об'єму забір з поверхневих джерел склав 72,10 млн м³, з підземних джерел — 23,91 млн м³. Використання води в 2004 році було 93,24 млн м³. Основний напрямок використання — це на виробничі потреби, на які пішло 80,21 млн м³ (86 %). На господарсько-питне водопостачання було використано 12,27 млн м³ (13,1 %), на сільськогосподарське водопостачання — 0,62 млн м³ (0,66 %), на зрошення сільськогосподарських земель — 0,07 млн м³ (0,07 %).
Основними водокористувачами є Харківські ТЕЦ-3 і ТЕЦ-5, Есхарівська ТЕЦ-2, а також таких підприємства ЗАТ «Харків-вовна», завод «Світло Шахтаря», Завод імені В. О. Малишева, завод транспортного обладнання, шкірооб'єднання «Більшовик», Роганська картонна фабрика.
Водовідведення протягом 2004 року в басейні р. Уди за даними звітності 2-ТП (водгосп) склало 244,4 млн м³, в тому числі забруднених 3,5 млн м³ (1,43 %). Найбільший об'єм зворотних вод було відведено підприємствами м. Харкова та Харківського району, перш за все комплексами біологічної очистки «Диканівським» та «Безлюдівським», а також Роганським і Есхарівським ВУЖКГ, санаторій «Бермінводи» та Харківська ТЕЦ-5.
В районі селища Безлюдівки в річку скидаються стічні води міста Харкова, які проходять очищення на Диканівському та Безлюдівському комплексах біологічної очистки ДКП «Харківкомуночиствод».

### Якість води
Вода в річці, особливо в середній і нижній течії, забруднена відходами промислових підприємств Харківського промислового регіону. Разом з тим води річки Уди використовуються для зрошення сільськогосподарських угідь на площі 2,5 тис. га в Дергачівському, Харківському і Чугуївському районах.
Порівнюючи дані забору води з поверхневих водних джерел та водовідведення за 2004 рік з середньорічним об'ємом стоку річок різної забезпеченості, можна зробити висновок, що при забезпеченості 50 % в басейні р. Уди забирається 15 % води, а скидається майже 50 % наявних річних водних ресурсів. У зв'язку з цим річка Уда є найзабрудненішою річкою Харківської області. Клас якості води річки до м. Харкова становить 3 «помірно-забруднена», а нижче м. Харкова після прийняття стічних вод клас якості води річки змінюється на 5 «брудна».
Аналіз сучасного стану малих річок басейну річки Уди та оцінка ступеню їхнього господарського використання показали, що при маловодності та великій нерівномірності річкового стоку інтенсивне водокористування приведе до виснаження і значного погіршення якості водних ресурсів. Для раціонального використання водних ресурсів необхідний всебічний аналіз взаємозв'язків усіх компонентів ландшафтно-географічної системи в цілому, облік їхнього генезису і властивостей, закономірностей формування та змін під впливом природних і антропогенних факторів. Надалі, якщо не вживати відповідних заходів, це може призвести до їх виснаження та понаднормативного забруднення.
В річці протягом 2010-х років фіксувалися випадки появи збудника гепатиту A, а також через посушливу погоду і пониження рівня річки мор риби.

## Фотографії

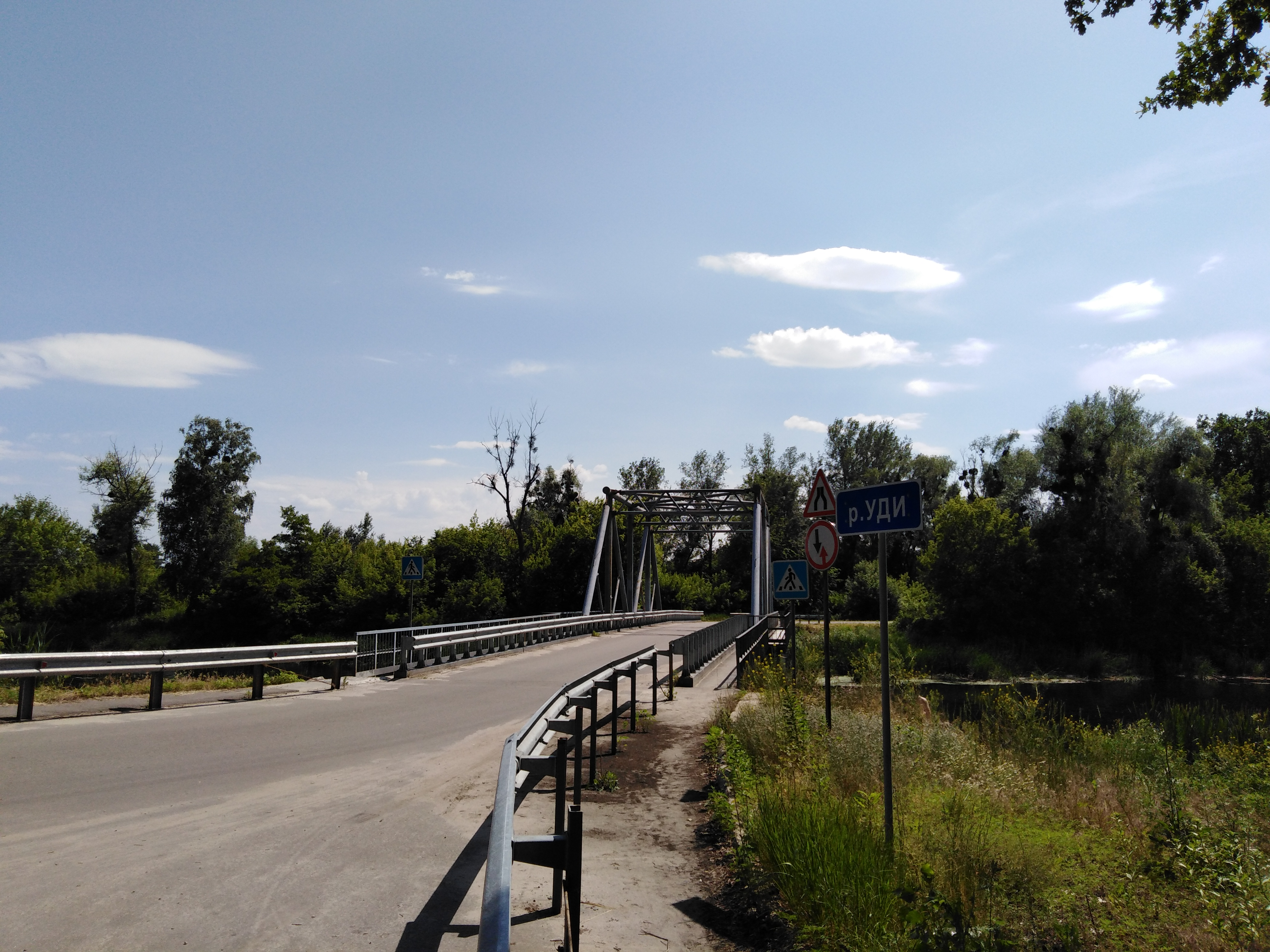
Міст через річку Уди, між селами Гусина Поляна (Зміївський район) та Васищеве (Харківський район).
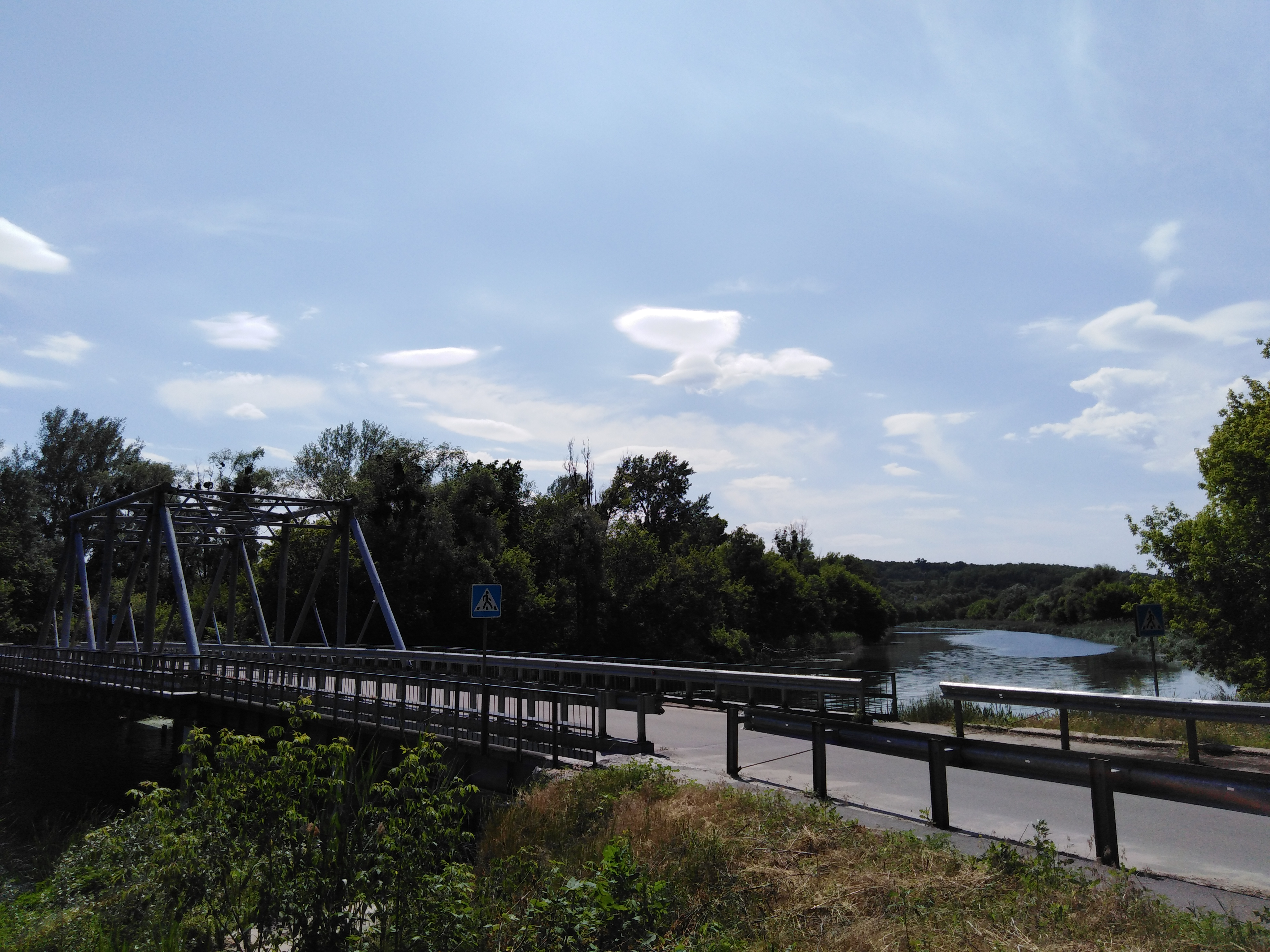
Міст через річку Уди, між селами Гусина Поляна (Зміївський район) та Васищеве (Харківський район).
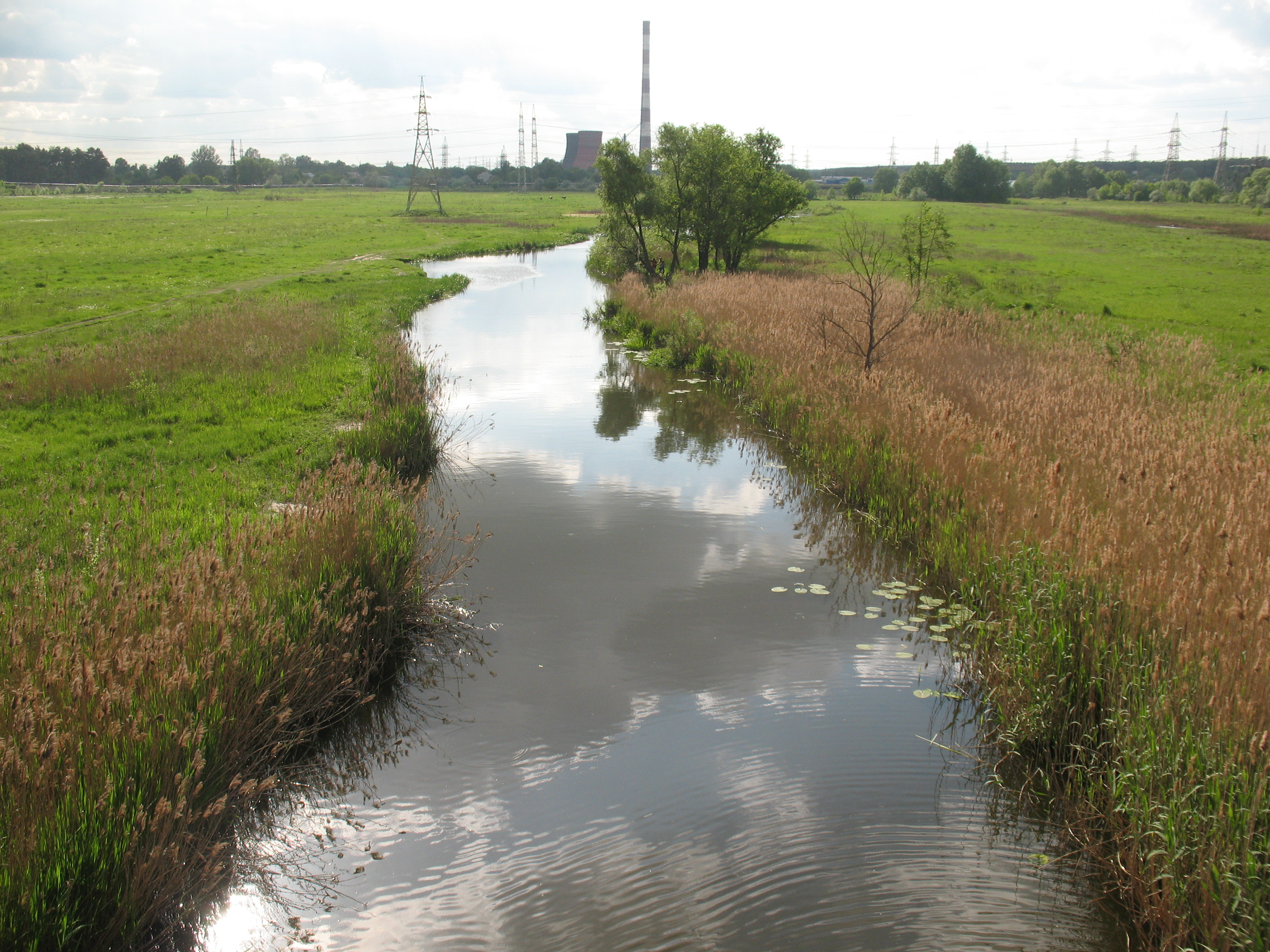
Річка Уди, поруч з Харківською ТЕЦ-5
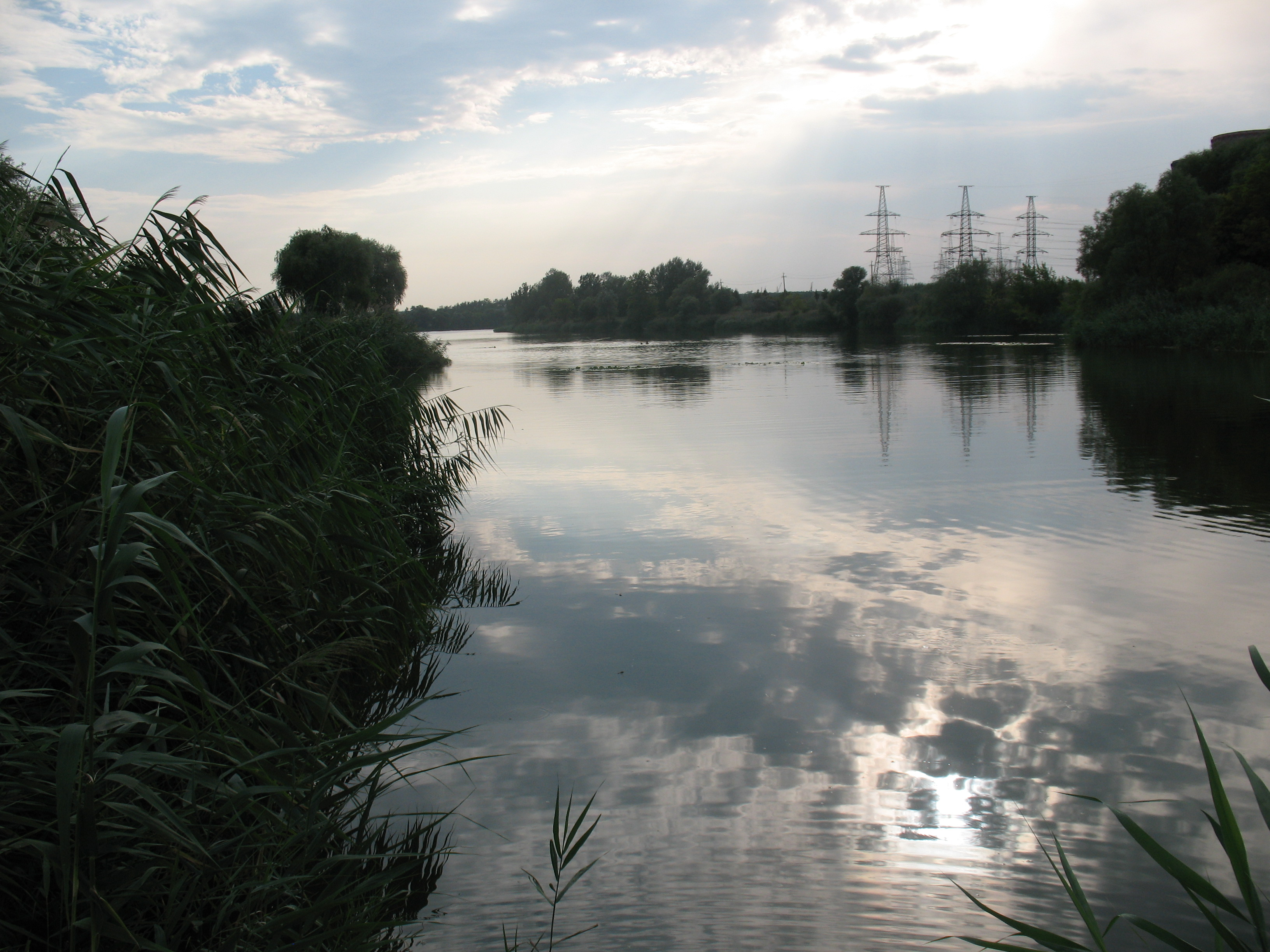
Річка Уди, поруч з ЛЕП Харківської ТЕЦ-5
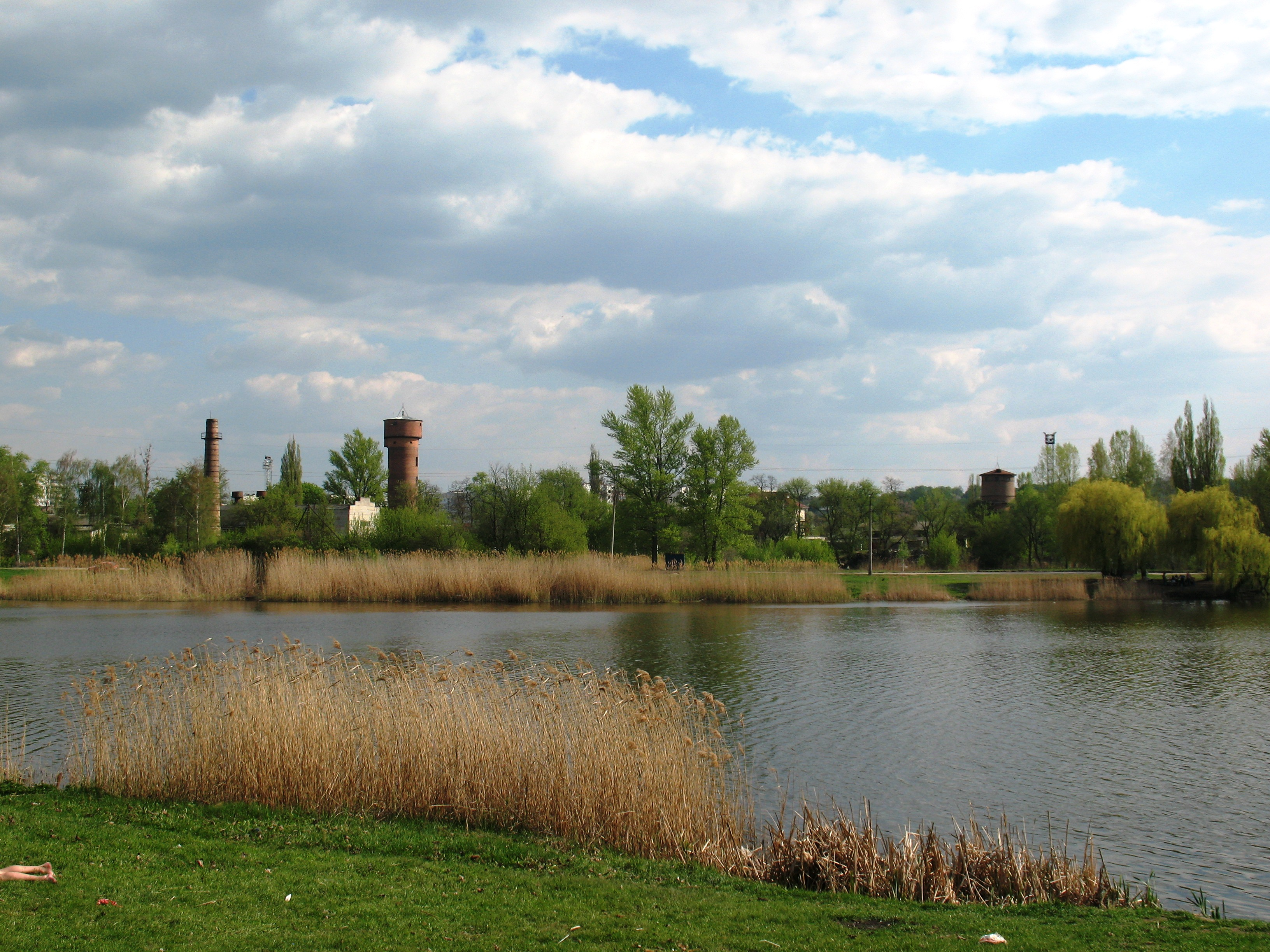
Річка Уди. Харків, місцевість Нова Баварія, Жовтневий гідропарк. Вид з лівого берега на правий
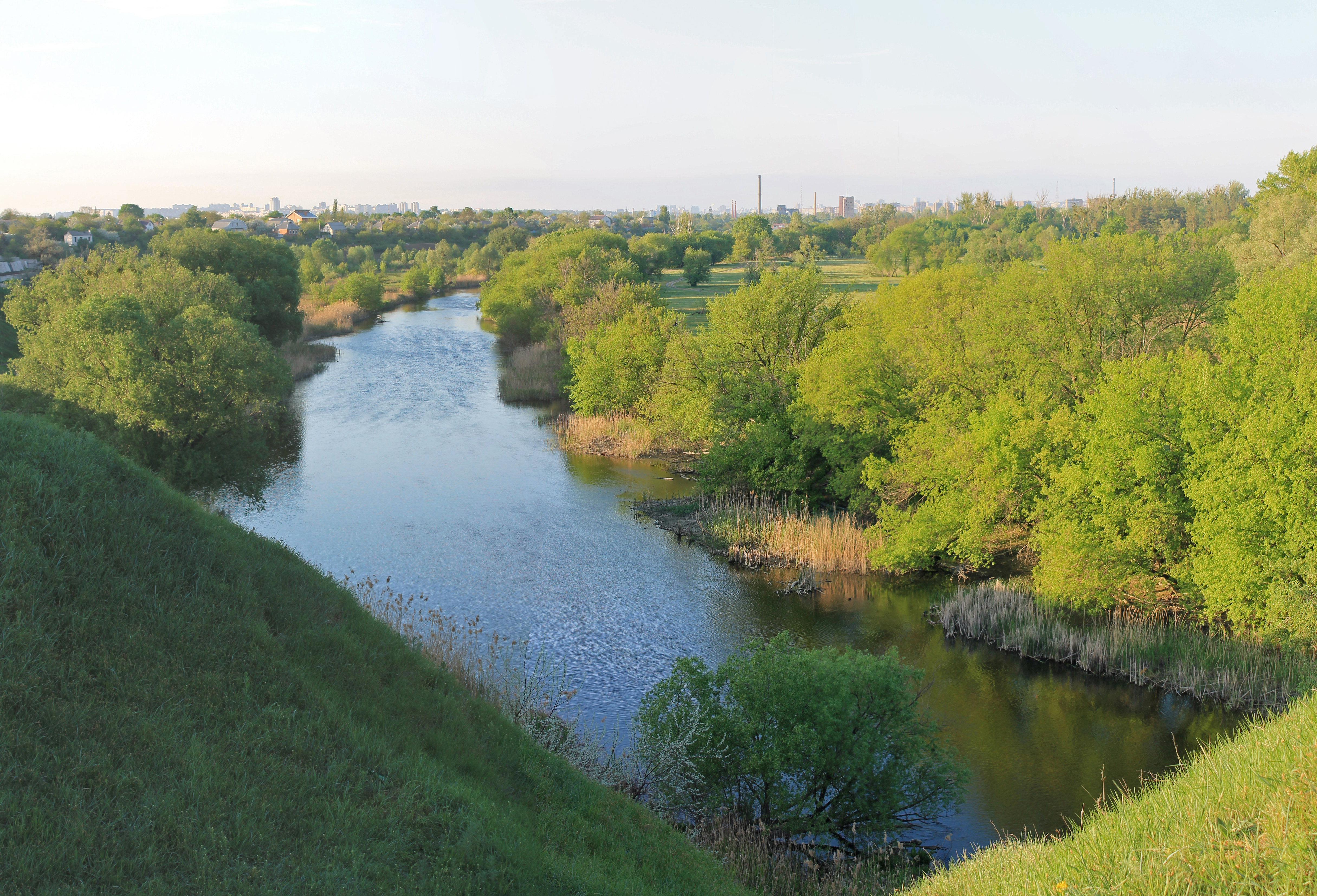
Річка Уди. Вид з Донецького городища